# Simon Gotch
Seth Lesser (né le 18 octobre 1982 à Hoboken) plus connu sous le nom de Simon Gotch est un catcheur américain.
Il est connu pour son travail à la World Wrestling Entertainment (WWE) de 2013 à 2017 où il a été champion par équipes de NXT avec Aiden English.

## Carrière

### Circuit Indépendant (2002-2013)
Seth Lesser débute en Californie à la All Pro Wrestling sous son véritable nom avant de se faire appeler Psycho Seth où il travaille de 2002 à 2003. Il change de nom de ring pour celui de Ryan Drago et incarne un catcheur du début du XXe siècle et travaille ensuite principalement pour la Pro Wrestling IRON de 2003 à janvier 2005,. Le 26 juillet 2003, il participe au premier combat organisé par la Pro Wrestling Guerrilla au cours de Debut Show où avec Topgun Talwar et Zokre ils perdent face à Charles Mercury, Sara Del Rey et Supa Badd.
Le 18 février 2006, il fait le jobber à la Total Nonstop Action Wrestling avec Donovan Morgan et Michael Modest dans un match par équipe face à The Latin American Xchange (Homicide, Konnan et Machete (en)). Le 9 et 10 juin, il est en Floride à la Full Impact Pro où il perd face à Kory Chavis le 9 et participe à un four-way match remporté par Chasyn Rance comprenant Kenny King et Rainman,. Six jours plus tard au cours de la Jeff Peterson Memorial Cup organisée par la Pro Wrestling Warfare, il perd un match à trois comprenant Dagon et Jerrelle Clark, ce dernier étant le vainqueur.
Le 27 mars 2009, il participe avec Austin Aries et Tony Kozina au tournoi King of Trios organisé par la Chikara où ils se font éliminer au premier tour par la F1RST Family (Arik Cannon (en), Darin Corbin et Ryan Cruz). À l'été 2009, il travaille régulièrement à la World League Wrestling dans le Missouri et y remporte le championnat par équipe avec Elvis Aliaga le 10 novembre 2012 après leur victoire sur Jack Gamble et Jon Webb,. Ils perdent ce titre le 19 avril 2013 après leur défaite face à Britton Tucker et Kris Wallace.

### World Wrestling Entertainment (2013-2017)

#### Passage à NXT (2013-2016)
En juin 2013, la World Wrestling Entertainment (WWE) annonce la signature de Ryan Drago. En août, la WWE annonce qu'il utilise dorénavant le nom de ring de Simon Gotch.
Il dispute son premier match télévisé à NXT le 19 juin 2014 et fait équipe avec Aiden English sous le nom des Vaudevillains, les deux adoptant une gimmick de catcheur des années 1920. Ensemble, ils remportent leur match face à Angelo Dawkins et Travis Tyler. Le 14 août, ils participent au tournoi pour désigner les nouveaux challengers pour le championnat par équipe de la NXT et éliminent Bull Dempsey et Mojo Rawley au premier tour puis Colin Cassady et Enzo Amore en demi-finale la semaine suivante avant d'échouer en finale face aux Lucha Dragons (Kalisto et Sin Cara) le 4 septembre,,. Le 30 octobre, ils deviennent challengers pour le titre par équipe après leur victoire dans une bataille royale par équipe comprenant Jason Jordan et Tye Dillinger, Buddy Murphy et Wesley Blake ainsi que The Ascension (Konnor et Viktor).
Ils seront vaincus par les Lucha Dragons (Kalisto et Sin Cara) à NXT Takeover R-Evolution et ne remporteront pas les Ceintures par équipe d'NXT.
L'équipe reviendra après un hiatus de quelques mois. Ils deviendront challengers numéro un pour les titres par équipe de NXT après avoir battu Enzo Amore et Colin Cassady. Ils remporteront les titres au profit de Blake et Murphy à NXT Takeover Brooklyn le 22 août 2015. Ils perdront les ceintures le 11 novembre 2015 face à Dash & Dawson !
Ils feront leurs dernier match à NXT le 16 mars 2016 pour déterminer les challenger au titre par équipe, que l'équipe d'American Alpha (Chad Gable et Jason Jordan) gagnera.

#### SmackDown et Renvoi (2016-2017)
Il fait ses débuts à SmackDown, avec Aiden English (The Vaudevillains), le 7 avril 2016 en battant The Lucha Dragons. Le 14 avril à SmackDown, ils battent Goldust et Fandango se qualifiant ainsi pour les demi-finales du tournoi pour devenir aspirant n°1 au titre Tag Team (détenus par New Day). Puis à Raw, le 18 avril où ils battent The Usos et se qualifient pour la finale, qui aura lieu à Payback, où ils affronteront Enzo et Cass. Lors de Payback, à la suite d'une blessure réelle d'Enzo, le match est arrêté, et les Vaudevillains se déclarent challengers au WWE Tag Team Championship.
Ils perdront leur match de championnat à Extreme Rules 2016 face au New Day ainsi que d'un Fatal 4 Way à Money in the Bank 2016 comprenant également Enzo & Cass et Gallows & Anderson.
Ils seront par la suite envoyé à Smackdown Live, ils participeront au tournoi pour déterminer les premiers champion par équipe de Smackdown, qui perdront dès le premier tour face aux Hype Bros.
Ils perdront leurs match face à Breezango pour déterminer la dernière équipe à participer au match 10 contre 10 aux Survivor Series 2016 !
Ils participeront au Tag Team Turmoil pour les SmackDown Tag Team championship, se faisant éliminer par Heath Slater & Rhyno !
Le 5 avril 2017, la WWE décide de résilier son contrat, mettant fin à son équipe avec Aiden English.

### Retour sur le Circuit Indépendant (2017-...)
Après son renvoi de la WWE, Lesser retourne dans le circuit indépendant sous le nom de Simon Grimm. Le 23 juillet 2017, il remporte le XWA Frontier Sports Championship des mains de Jody Felisch en Angleterre.
Il participe aux côtés de Dasher Hatfield et de Mark Angelosetti aux tournois de la Chikara King of Trios sous le nom de House Throwbacks. Ils battent au premier tour la House Attack (composé de Chief Deputy Dunne, Jim et Lee Obstruction) mais seront éliminés au deuxième tour par les futurs vainqueurs du tournoi, la House Strong Style, aussi connue sous le nom de British Strong Styles (Pete Dunne, Trent Seven et Tyler Bate).
Grimm a fait sa première apparition à Sunshine State Excellence le 12 novembre, il a fait équipe avec Flip Gordon pour perdre face à The Dawgs (Rhett Titus et Will Ferrara).

### Ring of Honor (2017)
Il fait ses débuts à la ROH le 11 novembre 2017 lors de ROH Elite en perdant un Three Way match impliquant Josh Woods et Jonathan Gresham au profit de ce dernier. Le 12 novembre, il perd avec Flip Gordon contre Rhett Titus et Will Ferrera. Le 16 décembre, il perd contre Silas Young et ne remporte pas le ROH World Television Championship.

### Major League Wrestling (2018-2021)
Le 8 février lors de MLW Road to World Championship, il gagne avec Seth Petruzelli contre Jason Cade et Jimmy Yuta. Le 12 avril lors de MLW World Championship Final, il perd contre ACH. Le 3 mai lors de MLW Fusion, il bat Danny Santiago. Le 7 juin lors de MLW Fusion, il bat Parrow, il perd plus tard un match avec Tom Lawlor contre Rich Swann et ACH.

### Pro Wrestling NOAH (2022-...)
Le 27 mars 2022, la Pro Wrestling NOAH annonce qu'il sera l'un des rares talents étrangers à venir au Japon et combattre pour eux. Lors de Majestic 2022, il effectue ces débuts et perd contre Masakatsu Funaki pour le GHC National Championship.

### Total Nonstop Action Wrestling (2024-...)
Le 8 février 2024 à TNA Impact!, il fait ses débuts en attaquant Josh Alexander après son match contre Alan Angels.

## Palmarès
- World Wrestling Entertainment
  - 1 fois NXT Tag Team Champion avec Aiden English
  - WWE Tag Team Championship #1 Contender Tournament (2016) avec Aiden English

- World League Wrestling
  - 1 fois WLW Tag Team Champion avec Elvis Aliaga (actuels)

- X Wrestling Alliance
  - 1 fois XWA Frontier Sports Championship (actuel)

- Xtreme Wrestling Alliance
  - 1fois XWA Frontier Sports Champion

## Récompenses des magazines
- Pro Wrestling Illustrated

| Année | 2014 | 2015 | 2016 |
| ----- | ---- | ---- | ---- |
| Rang  | 215  | 256  | 175  |